# Diggaja

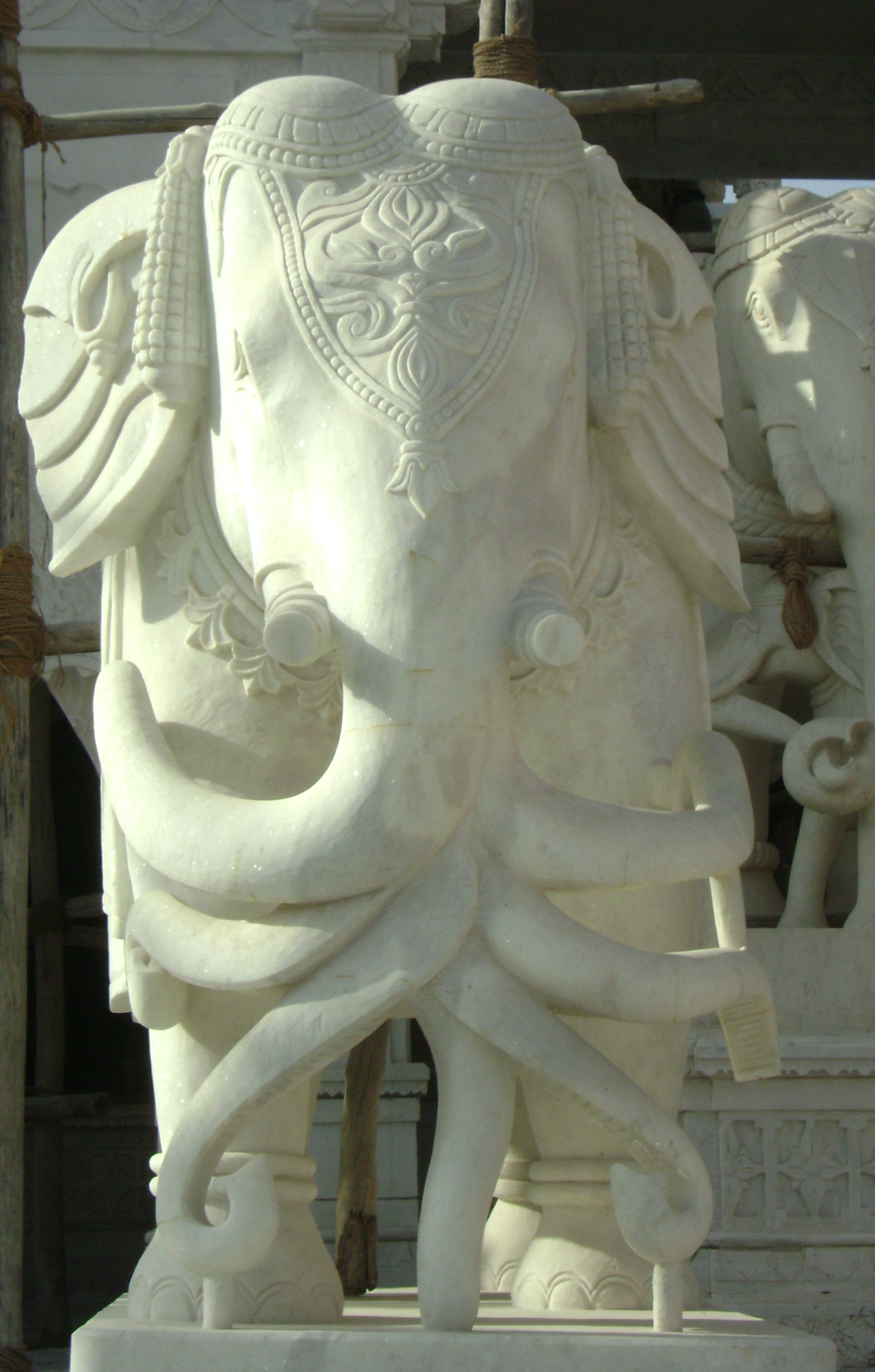
Airavata (Skulptur aus Udaipur)

Diggajas (Sanskrit दिग्गज diggaja) auch Dikkarin (दिक्करिन् dikkarin) sind in der indischen Mythologie die acht Elefanten, die den Dikpalas, bekannter als Lokapalas, die acht Wächter der Weltgegenden, dienen und dementsprechend den Himmelsrichtungen der Lokapalas zugeordnet sind.
Ihr oberste ist der weiße Elefant Airavata im Osten, der dem Schöpfergott Indra als Reittier (Vahana) dient.
Im Amarakosha des Grammatikers Amara Simhan erscheint folgende Liste der Diggajas:
| Diggaja     | Sanskrit          | Dikpala | Himmelsrichtung | Sanskrit     |
| ----------- | ----------------- | ------- | --------------- | ------------ |
| Airavata    | आरवत āiravata     | Indra   | Osten           | पूर्व pūrva    |
| Pundarika   | पुण्डरीक puṇḍarīka   | Agni    | Südosten        | आग्नेय āgneya  |
| Vamana      | वामन vāmana        | Yama    | Süden           | दक्षिण dakṣiṇa |
| Kumuda      | कुमुद kumuda        | Surya   | Südwesten       | नैरृत nairṛta  |
| Anjana      | अञ्जन añjana       | Varuna  | Westen          | पश्चिम paścima |
| Pushpadanta | पुष्पदन्त puṣpadanta | Vayu    | Nordwesten      | वायन vāyana   |
| Sarvabhauma | सार्वभौम sārvabhauma | Kubera  | Norden          | उत्तर uttara  |
| Supratika   | सुप्रतीक supratīka   | Ishana  | Nordosten       | ऐशान aiśāna   |

Es gibt allerdings Abweichungen in der Überlieferung, so wird im Kommentar des Kshriasvamin zum Amarakosha erwähnt, dass bei dem Lexikographen Bhaguri die ersten fünf Namen Airavata, Pundarika, Kumuda, Anjana, und Vamana lauten. 
Im Vishnudarmottara erscheint folgende Reihenfolge: Airavana (= Airavata), Padma (= Pundarika), Pushpadanta, Vamana, Supratika, Anjana, Nila (= Sarvabhauma) und Kumuda.